# Insignia Deportiva de las SA

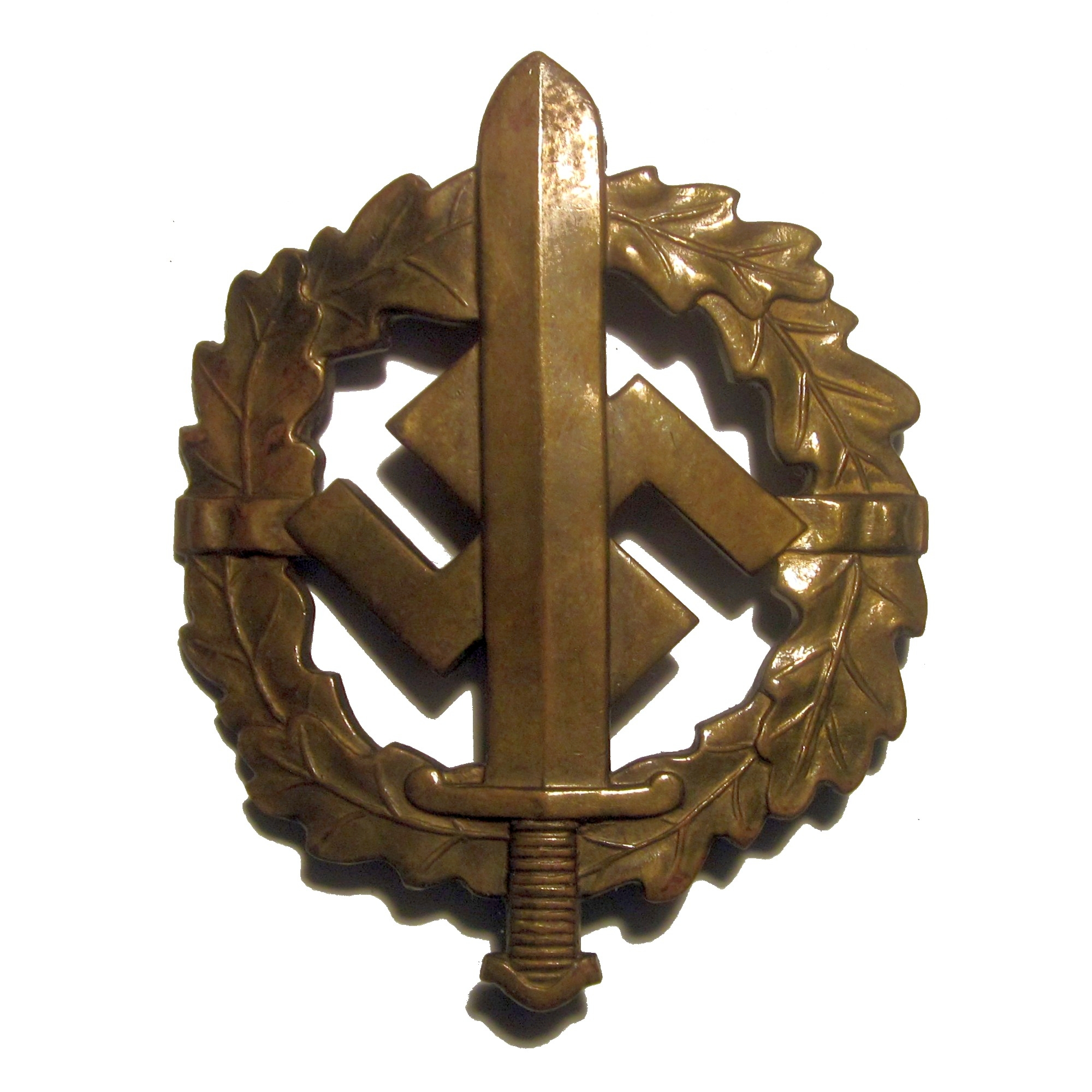
La insignia en bronce.

La Insignia Deportiva de las SA (en alemán: SA-Sportabzeichen) fue una condecoración de la Alemania nazi que se emitió entre los años 1933 y 1945. Era una versión política de la insignia deportiva alemana mucho más genérica, que también fue emitida en gran número por los nazis. En su centro había una espada ancha romana de 57 mm de altura, superpuesta sobre una esvástica nazi. Estaba rodeada por una corona de hojas de roble. Era una insignia tipo pin. También había una versión de tela.
La Insignia Deportiva de las SA fue instituida el 28 de noviembre de 1933 por el entonces jefe de las SA, Ernst Röhm. Originalmente solo se emitió en bronce hasta el año 1935. El 15 de febrero de 1935, Hitler decretó que la insignia fuera oficialmente reconocida. Posteriormente se emitió en tres grados (bronce, plata y oro). Ya no se otorgaría la insignia de aptitud física sólo a los miembros de las SA, sino a los jóvenes de todas las organizaciones militares y paramilitares alemanas. Originalmente, el grado de acreditación se otorgó en grados de "competencia". Luego, en 1936, se estableció un sistema de puntos. En 1937, se mejoró el requisito para el titular del premio. Cada destinatario tenía que pasar una prueba de competencia anual para retener la credencial.
El 19 de enero de 1939, Hitler cambió el nombre de la insignia de SA-Sportabzeichen (Insignia Deportiva de las SA) a SA-Wehrabzeichen (Insignia Militar de las SA). Hitler desafió a todos los muchachos sanos de 16 años y más a competir por ella. Los militares de mayor edad también fueron alentados a obtenerla. La insignia fue una de las pocas condecoraciones políticas que las fuerzas armadas permitieron exhibir libremente en un uniforme militar. Para diciembre de 1936, un millón habían sido otorgadas. Luego, a finales de 1943, se habían otorgado más de 2,5 millones.
El programa de acondicionamiento físico se dividió en tres secciones: gimnasia, deportes de defensa y servicio agrícola. La insignia debía llevarse en el lado izquierdo del pecho, debajo de la Cruz de Hierro.
En 1943, se había creado una insignia deportiva similar para los no alemanes que formaban parte de las SS Germánicas y las Waffen-SS. Conocida como Runas de Habilidad Alemana (en alemán: Germanische Leistungsrune), este premio se otorgó en dos grados (bronce y plata) con pruebas físicas similares a las requeridas para la insignia de deportes de las SA.

## Grados
- El distintivo de bronce se otorgó a aquellos que habían aprobado con éxito un programa educativo y físico.
- La insignia de plata se otorgó a quienes tenían la insignia de bronce durante cinco años, habían participado y superado los requisitos anuales y también habían superado los 35 años.
- La Insignia de oro se otorgó a quienes tenían la insignia de plata durante seis años y participaron con éxito en los requisitos anuales y tenían más de 40 años.[9]